# Galatasaray Istanbul/Saison 1927/28
Die Saison 1927/28 von Galatasaray Istanbul war die 22. Saison in der Vereinsgeschichte und die 15. Saison in der İstanbul Futbol Ligi. Aufgrund der Olympischen Sommerspiele 1928 wurde die Spielzeit nach zwei Spielen nicht weiterausgetragen.

## Personalien

### Kader
| Nat.       | Name                     |
| Torhüter   | Torhüter                 |
| ---------- | ------------------------ |
| Turkei     | Ulvi Yenal               |
| Abwehr     |                          |
| Turkei     | Burhan Atak              |
| Turkei     | Mehmet Nazif Gerçin      |
| Mittelfeld |                          |
| Turkei     | Suphi Batur              |
| Turkei     | Nihat Bekdik             |
| Turkei     | Kemal Rıfat Kalpakçıoğlu |
| Angriff    |                          |
| Turkei     | Rebii Erkal              |
| Turkei     | Mithat Ertuğ             |
| Turkei     | Kemal Faruki             |
| Turkei     | Ercüment Işıl            |
| Turkei     | Mehmet Leblebi           |
| Turkei     | Muslih Peykoğlu          |
| Turkei     | Latif Yalınlı            |

## Saison
Alle Ergebnisse aus Sicht von Galatasaray Istanbul.
Die Tabelle listet alle İstanbul-Futbol-Ligi des Vereins der Saison 1927/28 auf. Siege sind grün, Unentschieden gelb und Niederlagen rot markiert.

### İstanbul Futbol Ligi
| ST | Datum             | Gegner            | Ort                      | Ergebnis  | Tor(e) für Galatasaray Istanbul                                         |
| -- | ----------------- | ----------------- | ------------------------ | --------- | ----------------------------------------------------------------------- |
| 01 | 18. November 1927 | Beşiktaş Istanbul | Taksim-Stadion, Istanbul | 4:1 (2:0) | 1:0 Atak (5.), 2:0 Peykoğlu (15.), 3:1 Faruki (75.), 4:1 Peykoğlu (84.) |
| 02 | 2. Dezember 1927  | Istanbulspor      | Taksim-Stadion, Istanbul | 3:0 (0:0) | 1:0 Işıl (60.), 2:0 Faruki (64.), 3:0 ?                                 |

### Freundschaftsspiele
Diese Tabelle führt die ausgetragenen Freundschaftsspiele auf.
| Datum          | Gegner            | Ort                      | Ergebnis  | Tor(e) für Galatasaray Istanbul |
| -------------- | ----------------- | ------------------------ | --------- | ------------------------------- |
| 23. April 1928 | Beşiktaş Istanbul | Taksim-Stadion, Istanbul | 3:1 (0:0) | keine                           |